# Kristijonas Donelaitis
Pour les articles homonymes, voir Donelaitis.
Kristijonas Donelaitis (né le 1er janvier 1714 à Lasdinehlen (de) et mort le 18 février 1780) est un pasteur luthérien et un poète originaire de Lituanie. Il fut pasteur à l'église de Tollmingkehmen, et inhumé au même endroit. Il possède aujourd'hui un musée dédié dans ce même village, village entre-temps renommé Tchistié Proudy.

## Biographie
Il naît dans ce qui s'appelait à l’époque la Lituanie Mineure (ou bien Prusse-Orientale). Il est l’auteur du premier poème en langue lituanienne nommé Metai (« Les Saisons ») représentant le point de départ de la littérature lituanienne.
Fils de paysans, il fréquente l’université à Kœnigsberg où il étudie la théologie, et par la suite il intègre le séminaire fondé par le souverain de Prusse et devient pasteur de la communauté lituanienne.
Son œuvre Les Saisons voit le jour de façon presque accidentelle, probablement par la fusion de ses prêches et ce ne fut qu’en 1818 que Ludwig Rhesa recueille ses poèmes en une seule œuvre. Donelaitis demeure presque inconnu jusqu’au début du XXe siècle et aujourd’hui il est considéré comme le père de la littérature lituanienne.

## Œuvres
- Les Saisons
- Metai, Education Publique Baden Baden (1948)
- James Thomson, Les Saisons, et Kristijonas Donelaitis, Les Saisons (éd. L. Folliot, N. Vaičiulėnaitė-Kašelionienė et C. Paliulis),  (ISBN 978-2-406-07769-5)